# 우스키시

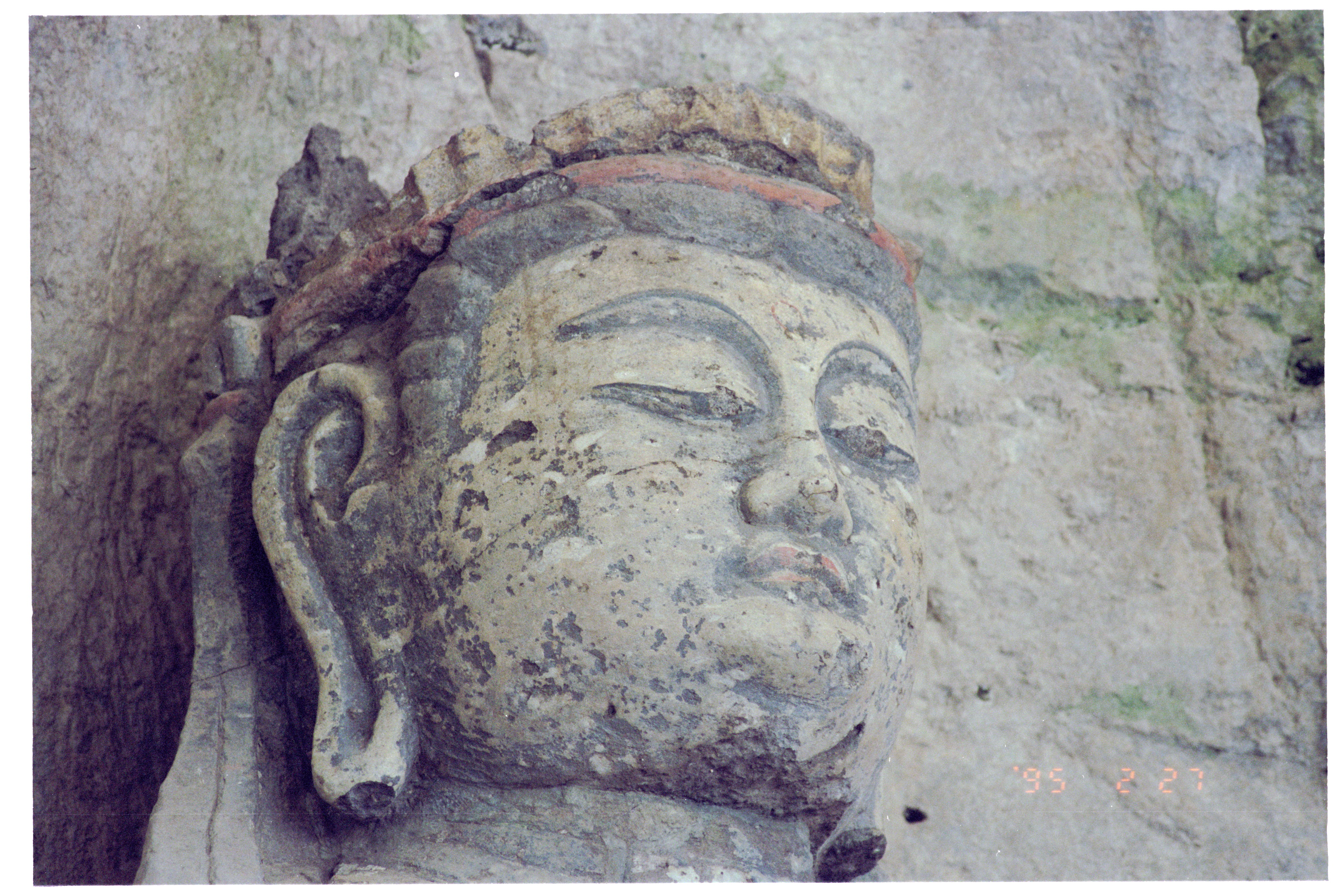
우스키 마애불

우스키시(일본어: 臼杵市)는 일본 오이타현에 있는 시로, 현 중부 동쪽 해안을 끼고 위치한다. 일본의 국보인 우스키 마애불과 간장 제조로 유명하고 최근에는 조카마치(성시)의 옛 상점가로도 알려지게 되었다. 경제적으로는 오이타 도시권에 속해 오이타시와의 관계가 깊다.

## 지리
동부는 분고 수도와 접하고 북쪽은 사가노세키반도, 남쪽은 나가메반도로 둘러싸인 우스키만을 따라서 펼쳐진다. 우스키만으로 흘러드는 우스키강 하구 주변 평야에 시가지가 형성되어 있다. 우스키만에는 구로시마섬, 쓰쿠미섬이 있다. 내륙부는 북부가 완만한 구릉, 남부는 해발 500m에서 600m의 산지이다.

## 인접하는 자치체
- 오이타시
- 사이키시
- 쓰쿠미시
- 분고오노시

## 역사
- 1950년 4월 1일 - 기타아마베군 우스키정과 가이후촌이 합병해 우스키시가 성립하였다.
- 1954년 3월 31일 - 우스키시에 기타아마베군 사시우촌, 시타노에촌, 가미키타쓰루촌, 시모키타쓰루촌, 미나미즈루촌이 편입되었다.
- 2005년 1월 1일 - 우스키시와 오노군 노쓰정이 신설 합병해 새로운 우스키시가 성립하였다.

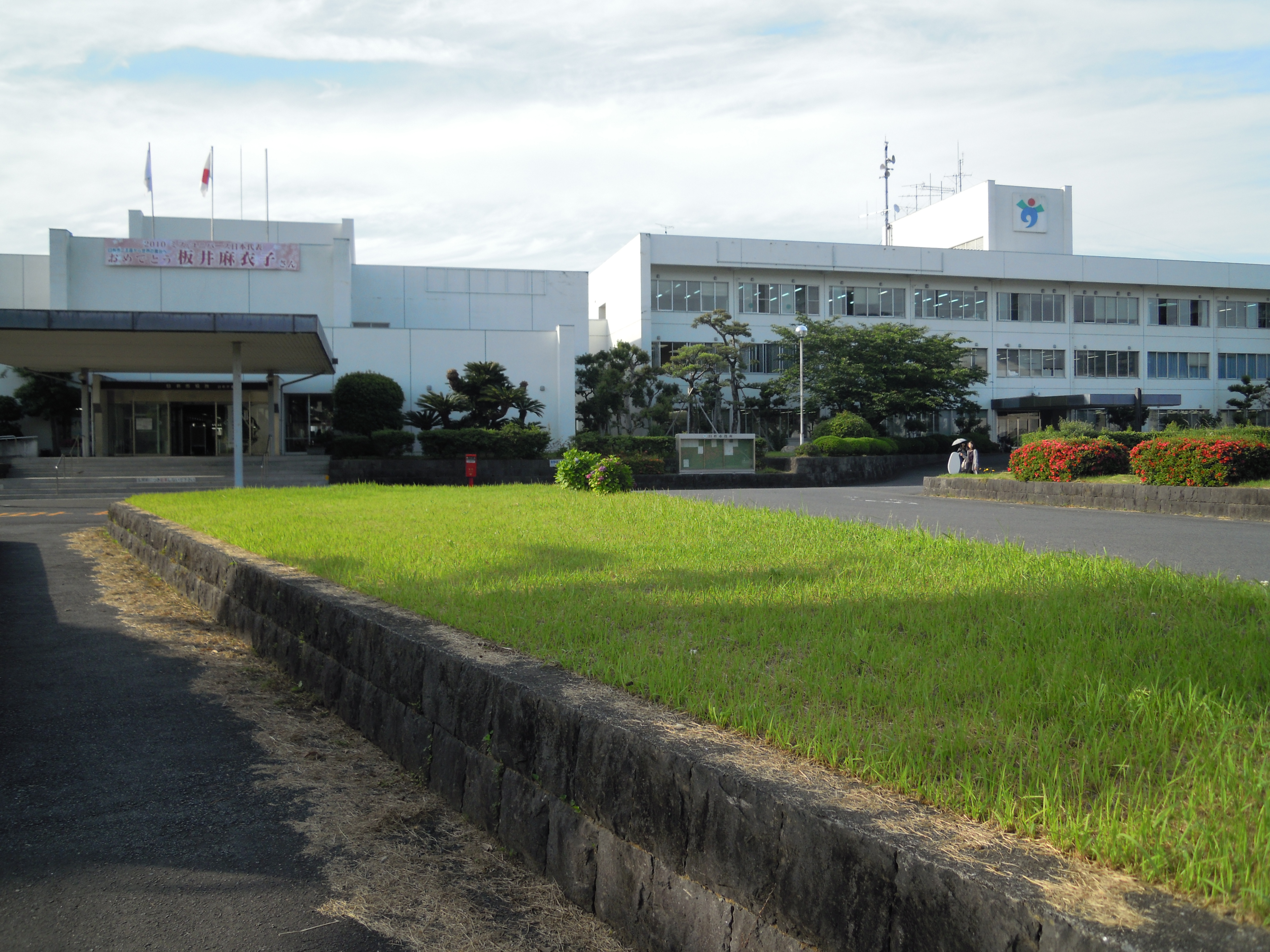
우스키시청

## 경제
농업·어업과 같은 1차 산업과 조선업, 간장·된장 등의 양조업이 번성한다.

## 교통

### 철도
- 규슈 여객철도 닛포 본선

### 도로
- 히가시큐슈 자동차도
- 국도 10호선
- 국도 217호선
- 국도 502호선

## 자매 도시
- 스리랑카 중부주 캔디(1967년 2월 27일)
- 중국 간쑤성 둔황시(1994년 9월 27일)